# Шипувате (село)
Шипува́те — село в Україні, у Великобурлуцькій селищній громаді Куп'янського району Харківської області. Населення становить 1344 осіб. До 2020 орган місцевого самоврядування — Шипуватська сільська рада.

## Географія

### Розташування
Село Шипувате знаходиться за 4 км від річки Великий Бурлук, по селу протікає пересихаючий струмок на якому зроблено кілька загат. На відстані 2 км розташована залізнична станція Шипувате.

### Назви вулиць
Центральна, Набережна, Жовтнева, Привокзальна, Колгоспна

## Історія

### Походження назви
Село Шипувате отримала свою назву від "Шипуватого байраку", який згадується ще до заснування поселення у документі 1693 року.

### Заснування
Поселення Шипувате згадується в історичних джерелах на початку XVIII сторіччя. Слобода Шипувате заселена близько 1716 року на землях Ізюмського полку, які, за велінням царя Петра I, належали поміщикам Донець-Захаржевським.
Назва село походить від шипшини, яка росла тут у великій кількості».

### ХVIII–ХIX століття
Вже у 1732 році в Шипуватому при церкві святої великомучениці Варвари була відкрита школа для дітей. В 1732 році в слободі налічувалося 297 чоловіків, в тому числі 285 підданих. Через ліквідацію полкового устрою Слобожанщини Шиповате була віднесена до Куп'янського комісарства Ізюмської провінції Слобідсько-Української губернії.
У 1773 році, крім 20 осіб з духовенства, населення села становило 860 чол. При церкві була і школа.
Дев'ятнадцяте століття для села пройшло під знаком посилення експлуатації селян, спалахом епідемій, тяжким життям для його мешканців. Посуха і сарана знищили посіви хліба в 1822 і 1832 рр. Багато людей гинуло від епідемій (холера 1831, 1847 і 1848 років, а в 1849 р. — цинга).
При скасуванні кріпосного права 757 ревізьких душ в Шипуватому отримали в наділи землю (в середньому по 2,4 десятини). Але поміщики відібрали у них луки, низинні вологі ділянки, випаси, якими селяни користувалися до реформи. Також селяни платили безліч податків, які часто перевищували прибутки від їх господарств. Селяни розорялися, йшли на заробітки на Дон, в найближчі міста, шахти Донбасу.
Після реформи в селі стали розвиватися селянські промисли. З 1864 року функціонувала гуральня. Шиповате стало волосним центром Вовчанського повіту Харківської губернії.
За даними на 1864 рік у власницькій слободі, центрі Шиповацької волості Вовчанського повіту, мешкало 1594 особи (757 чоловіків та 837 жінок), налічувалось 223 дворових господарства, існували православна церква, винокуренний та вівчарний заводи.
У 1865 році відкрилася парафіяльна школа з 3-річним терміном навчання. В 1892 році в ній був один вчитель і навчалося 63 учні.
На початок XX століття припадає будівництво залізниці, розвиток культури, освіти, проведення благоустрою села. У 1916 році збудована школа, і яка діє і по сьогоднішній день.

### ХХ століття
Під час Визвольних змагань влада у селі кілька разів переходила із рук в руки.
В 1923 році створений Шипуватський район, який увійшов до Куп'янської округи. У 1925 році район було приєднано до Великобурлуцького району. Розпочато насильницьке створення колективних господарств, у селян примусово відбирали землю, знаряддя, худобу. В 30-х роках у Шипуватому створено чотири сільськогосподарських артілі, відкриті лікарня, машинно-тракторна станція, збудована електростанція, яка давала струм для виробництва та помешкань селян.
Село постраждало внаслідок геноциду українського народу, проведеного урядом СССР в 1932–1933 роках, кількість встановлених жертв — 126 людей.
Після початку Німецько-радянської війни 349 жителів пішло на фронт. Село було окуповано німецькими військами. В Шипуватому була створена партизанська група, яка чинила збройний опір нацистам, підривали німецькі ешелони, знищували живу силу і техніку противників.
5 лютого 1943 року солдати 9-ї Червонопрапорної піхотної дивізії зачистили Шипувате від нацистських військ. 150 шипуватців в роки війни відзначені бойовими нагородами, 156 військових загинули. За особливий героїзм звання Героя Радянського Союзу удостоєний прославлений пілот І. М. Заболотний. В післявоєнні роки розпочалася відбудова зруйнованого господарства, будівництво лікарні, дитячого садка, клубу. В школу прийшли працювати висококваліфіковані педагоги.
На початку 50-х років було створено 2 колгоспи — «Зоря» і «Комінтерн», на повну потужність запрацювала Шипуватська МТС. В 1967 році в результаті укрупнення господарств в Шипуватому створено один колгосп — ім. Комінтерну, за яким закріплено 6620 гектарів земель. В цьому ж році розпочато інтенсивне будівництво господарських приміщень, повністю були електрифіковані виробничі приміщення і помешкання жителів села. Побудовані асфальтові дороги, багато нових житлових будинків, будинок побуту, торговельні заклади. Реконструйована середня школа, стала діяти автошкола, лікарня на 35 ліжок, працюють дитячий садок, троє дитячих ясел. В селі діють чотири клуби з кіноустановками, п'ять бібліотек, в яких налічується близько 25 тис. екземплярів книг.
На початку 80-х років у Шипуватому відкрито будинок культури на 400 місць, автоматична телефонна станція, лазня. Побудований меморіальний комплекс воїнам, які загинули в роки Німецько-радянської війни. Став діяти новий сучасний дитячий садок, насіннєочисний завод.

### Незалежна Україна
Завдяки наполегливій праці депутатів сільської ради, виконавчого комітету ради, господарських керівників і громадськості Шипуватська сільська рада у 2005 році у обласному конкурсі «Найкраща сільська, селищна, міська рада» у номінації серед майже 400 сільських рад області зайняла перше місце і була премійована автомобілем «Таврія».
12 червня 2020 року, відповідно до розпорядження Кабінету Міністрів України № 725-р «Про визначення адміністративних центрів та затвердження територій територіальних громад Харківської області», увійшло до складу Великобурлуцької селищної громади.
19 липня 2020 року, в результаті адміністративно-територіальної реформи та ліквідації Великобурлуцького району, село увійшло до складу Куп'янського району Харківської області.
24 лютого 2022 року почалася російська окупація села. Протягом контрнаступу на Харківщині у вересні 2022 року село було звільнено. 

## Економіка
В селі діють:
- ТОВ «Зоря», ТОВ СВФ «Шипувате», ТОВ «Колос Шипуватого» (вирощування зернових та технічних культур)
- ТОВ «Перевал» (виробництво круп)
- ТОВ Будівельна агрофірма «Республіка» (виробництво цегли)
- ТОВ «Кротенко» (ремонт автомобілів)

## Соціальна сфера
- Шипуватський дошкільний навчальний заклад (ясла — садок) «Берізка»
- Шипуватська загальноосвітня школа І-ІІІ ступенів ім. Героя Радянського Союзу І. М. Заболотного
- Амбулаторія загальної практики — сімейної медицини

## Транспорт
Через залізничну станцію Шипувате курсують електропоїзди сполученням Куп'янськ-Вовчанськ та Куп'янськ-Приколотне.

## Пам'ятки

### Історії
- Могила Островерха К. М. і Божченка І. С. (1924 р., 1930 р.)
- Братська могила радянських воїнів. Поховані 83 воїни (дата поховання — 1942,1943 р., дата встановлення пам'ятника — 1956 р.)[7]

### Пам'ятники
- Пам'ятник В. Леніну[джерело?]
- Пам'ятник-бюст Заболотному І. М. — Герою Радянського Союзу (1969 р.)

### Геологічні
- Ентомологічний заказник місцевого значення «Вовчий Яр». Заказник розміщений в урочищі «Вовчий Яр» на крутих схилах балки східної експозиції. Рослинність подана великою кількістю лікарських і рідких видів рослин. Живуть одинокі бджоли, джмелі, рідкісні метелики.
- Регіональний ландшафтний парк «Великобурлуцький степ». Площа 2042,6 га.

## Відомі люди
В Шипуватому народились:
- Заболотний Іван Миколайович (1916—1942) — льотчик-винищувач, Герой Радянського Союзу.
- Слісаренко Олекса Андрійович — український поет і прозаїк.